# Sant'Angelo in Pontano
Sant'Angelo in Pontano là một đô thị ở tỉnh Macerata ở vùng Marche, có vị trí cách khoảng 60 km về phía nam của Ancona và khoảng 25 km về phía nam của Macerata. Tại thời điểm ngày 31 tháng 12 năm 2004, đô thị này có dân số 1.516 người và diện tích là 27,4 km².
Sant'Angelo in Pontano giáp các đô thị: Falerone, Gualdo, Loro Piceno, Montappone, Penna San Giovanni, Ripe San Ginesio, San Ginesio.